# Centre d’Art Agnes Etherington
El Centre d'Art Agnes Etherington (Agnes Etherington Art Center) es troba a la ciutat canadenca de Kingston (Ontario), al cor de l'històric campus de la Queen's University. Situada al territori tradicional Anishinaabe i Haudenosaunee, la galeria ha rebut diversos premis per les seves exposicions del Canadian Council for the Arts, l' Associació Ontario de Galeries d'Art i d'altres.

## Història
L'Agnes té les seves arrels al Kingston Art and Música Club, fundat el 1926, i deu la seva existència a Agnes McCausland Richardson Etherington (1880-1954), una força impulsora del club. L'avi d'Agnes Etherington havia fundat el comerç de cereals James Richardson & Sons el 1857 i la família s'havia enriquit molt. El germà d'Agnes, George Richardson, que va morir lluitant durant la Primera Guerra Mundial el 1916, li va deixar un llegat per estimular el desenvolupament de les arts a la Queen's University. Va utilitzar això per fundar el George Taylor Richardson Memorial Fund, que encara proporciona una important font de finançament artístic a la universitat.
Agnes Etherington va llegar la seva casa, una elegant mansió neo-georgiana, a la Queen's University per utilitzar-la com a universitat i galeria d'art comunitària. El Centre d'Art Agnes Etherington es va obrir al públic el 1957. L'edifici es va ampliar el 1962, 1975, 1978 i 2000 i ara té una superfície de 1.720 metres quadrats.

## Instal·lacions
A més de la històrica Etherington House i nou galeries, el Centre d'Art Agnes Etherington compta amb un estudi, un atri, un saló de publicacions i la sala d'estudi d'art David McTavish.

## Esdeveniments i programes públics
Durant la tardor i l'hivern, conferències, discussions, visites guiades, seminaris a mida i projeccions. Cada estiu, la galeria ofereix un camp d'estiu intensiu en art per a nens i un curs d'art per a adolescents.

## Col·leccions
El Centre d'Art Agnes Etherington conserva més de 17.000 obres que van des del segle xiv fins a l'actualitat, situant-la entre les galeries més grans d'Ontario. Inclou pintures, escultures i gràfics d'artistes canadencs importants, pintures mestres antigues europees, art africà, vestits històrics, edredons, plata i art decoratiu.

### Art històric canadenc
La col·lecció històrica canadenca que representa principalment la història de les belles arts canadenques en la tradició euroamericana, també reflecteix l'evolució de la matriu cultural canadenca a través de l'art i els artefactes inuit i indígenes, així com el vestit històric i les arts decoratives. La col·lecció destaca per les bones aquarel·les topogràfiques primerenques i les principals pintures del segle xx, i inclou material relacionat amb la història regional a la col·lecció de vestits canadencs de la Queen's University, la col·lecció Heritage Quilt i la col·lecció Silver. La col·lecció històrica canadenca inclou obres de: Andre Charles Bieler, Tom Thomson, Emily Carr, Lawren Harris, Arthur Lismer, Frederick Varley, Edwin Holgate, LeMoine FitzGerald, Fernand Leduc, Ozias Leduc, David Milne, William Ronald, Carl Beam, William Henry Bartlett, William Brymner, Kananginak Pootoogook, Pitseolak Ashoona

### Art Contemporani
La col·lecció d'art contemporani presenta art visual, amb èmfasi en la generació emergent d'artistes i obres que reflecteixen la vida contemporània i la societat canadenca. És d'abast nacional. La col·lecció Contemporània inclou obres de: Charles Stankievech, Rebecca Belmore, Judy Radul, Brendan Fernandes, Luis Jacob, Vera Frenkel, David Rokeby, Norman White, Robert Houle, Shary Boyle, AA Bronson, General Idea, Ian Carr-Harris, Sarindar Dhaliwal, Andre Fauteux, Kim Ondaatje, Derek Sullivan.

### Art històric europeu
La Col·lecció d'Art Europea conté molts quadres, gravats i dibuixos d'una qualitat i profunditat excepcionals. El cor de la col·lecció europea és The Bader Collection, amb més de 200 quadres donats pel filantrop Alfred Bader i Isabel Bader. La col·lecció europea inclou obres de Rembrandt van Rijn, Willem Drost, Jan Lievens, Govert Flinck, Aert de Gelder, Gerbrand van den Eeckhout, Godfrey Kneller, Philip de Koninck, Ferdinand Bol, El Greco, Dosso Dossi, Michael Sweerts, Luca Giordano, Georg Pencz, Sébastien Bourdon, Peter Lely, Joseph Wright de Derby, Raphael, Parmigianino, Guido Reni, Gustav Klimt, Pablo Picasso.

### Art africà
La col·lecció d'art africà Justin i Elisabeth Lang, que compta amb més de 500 objectes, es troba entre les col·leccions d'art africanes més completes i significatives del Canadà. Comprèn principalment obres de pobles d'Àfrica Occidental i Central.

## Obres seleccionades de la col·lecció

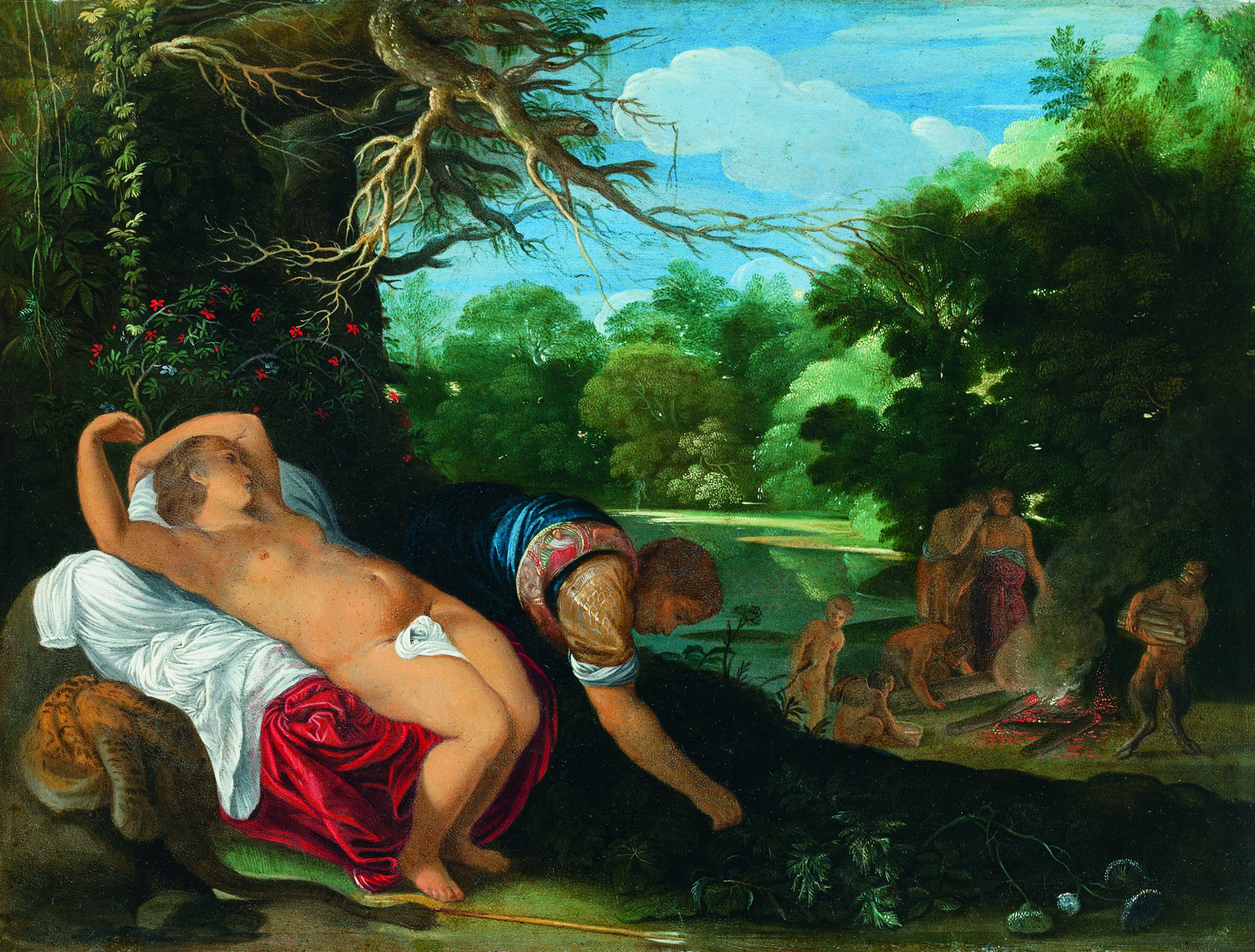
Johann König, Apollo i Coronis, c. 1607
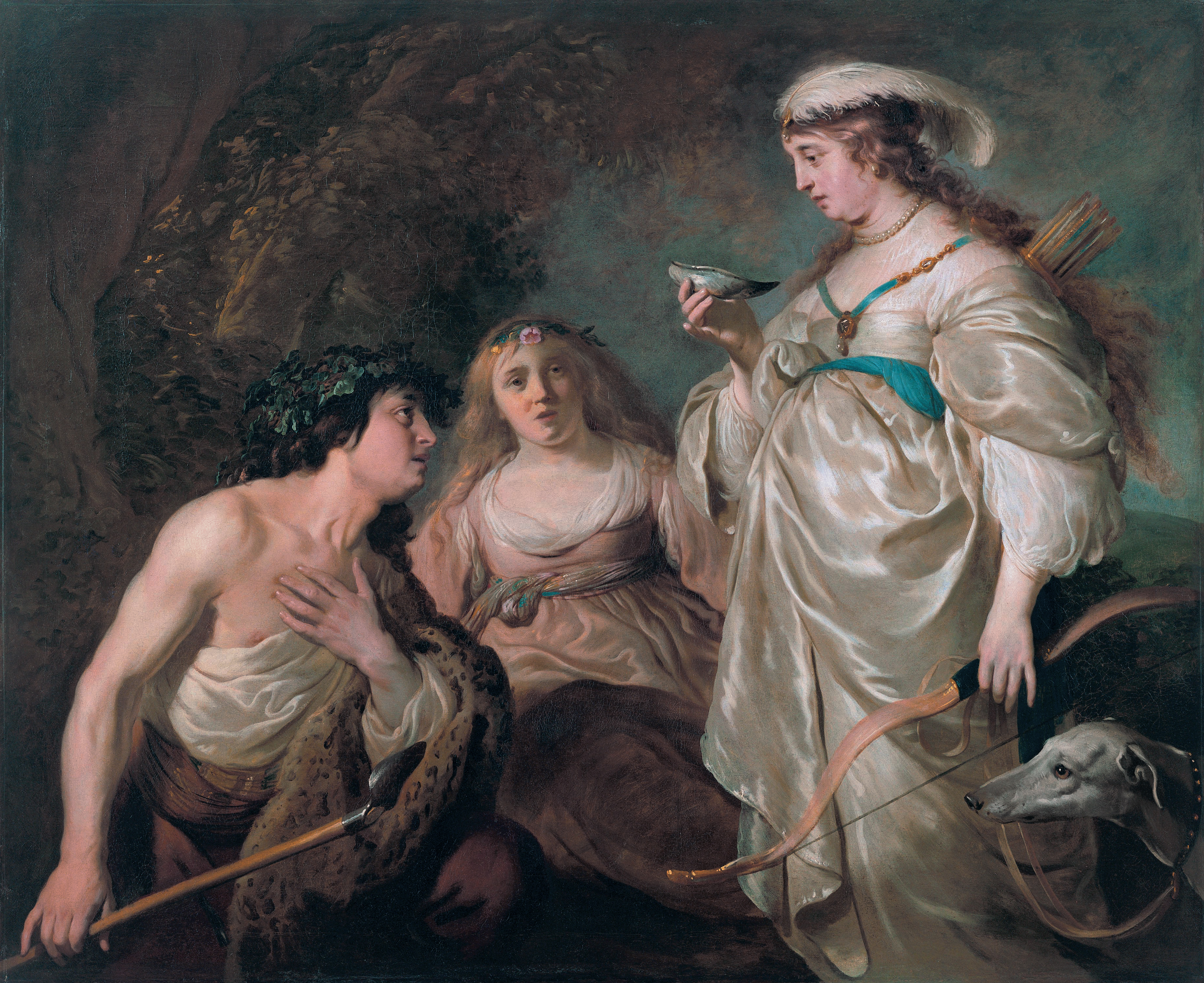
Jacob Adriaensz Backer, Granida i Daifilo, c. 1640
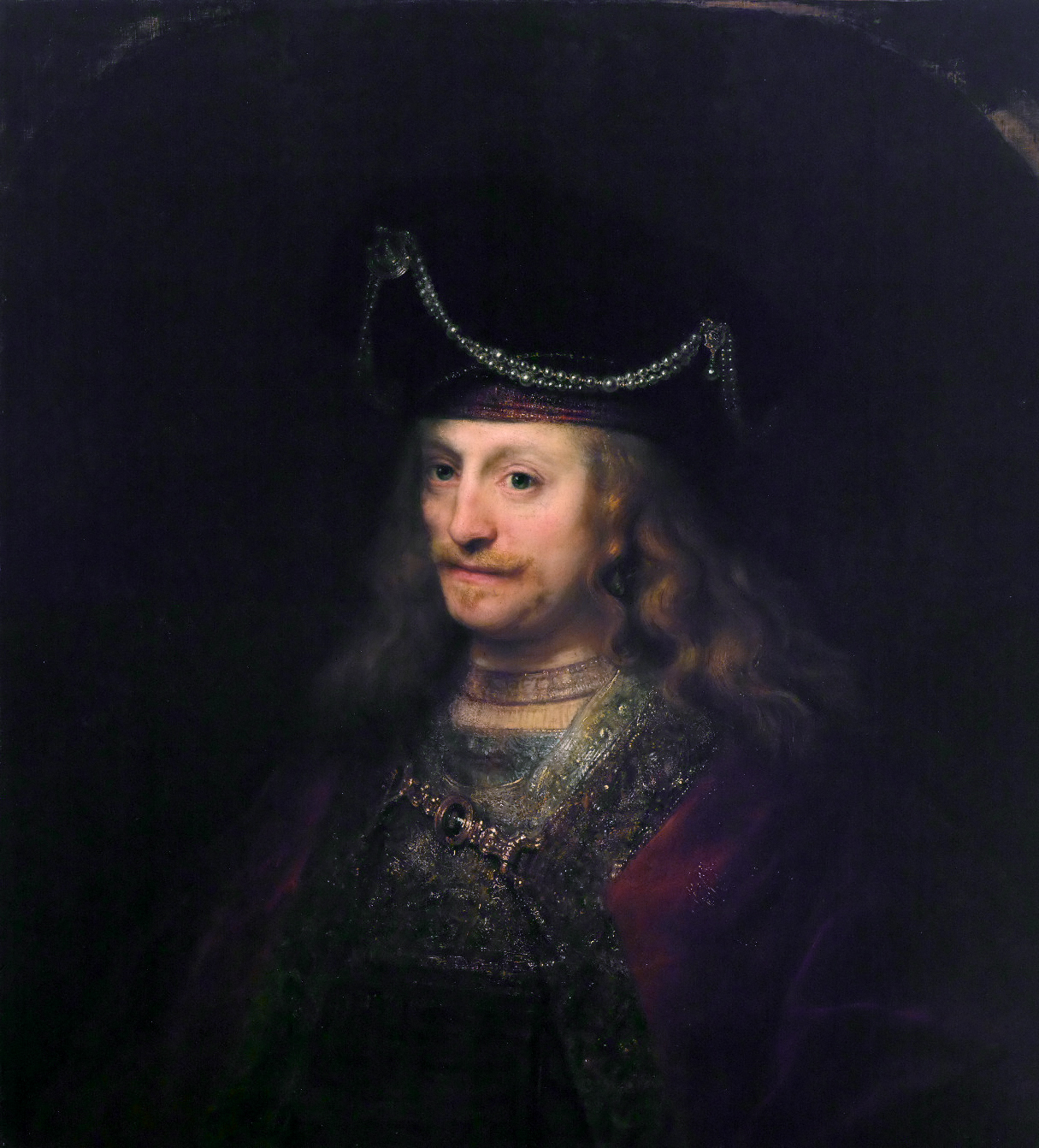
Ferdinand Bol, Un home amb una túnica elegant i una gorra alta amb perles, c. 1643
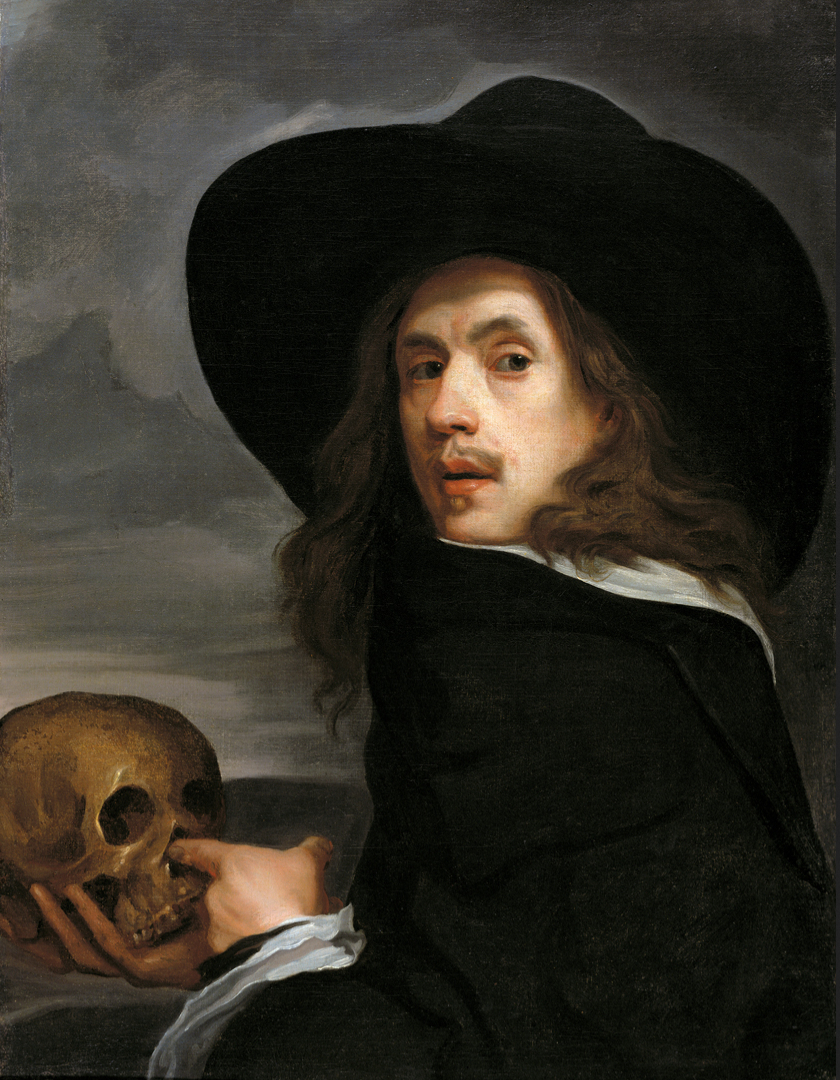
Michiel Sweerts, Autoretrat amb un crani, c. 1660
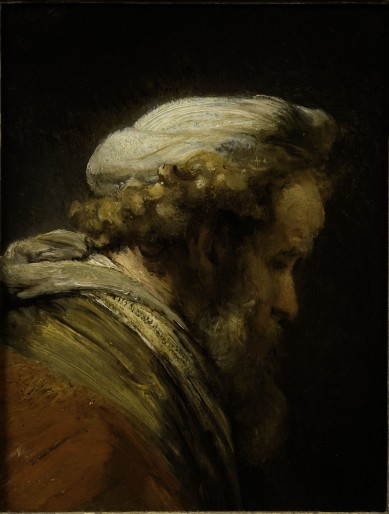
Rembrandt, Cap d'un home en un turbant, c. 1661
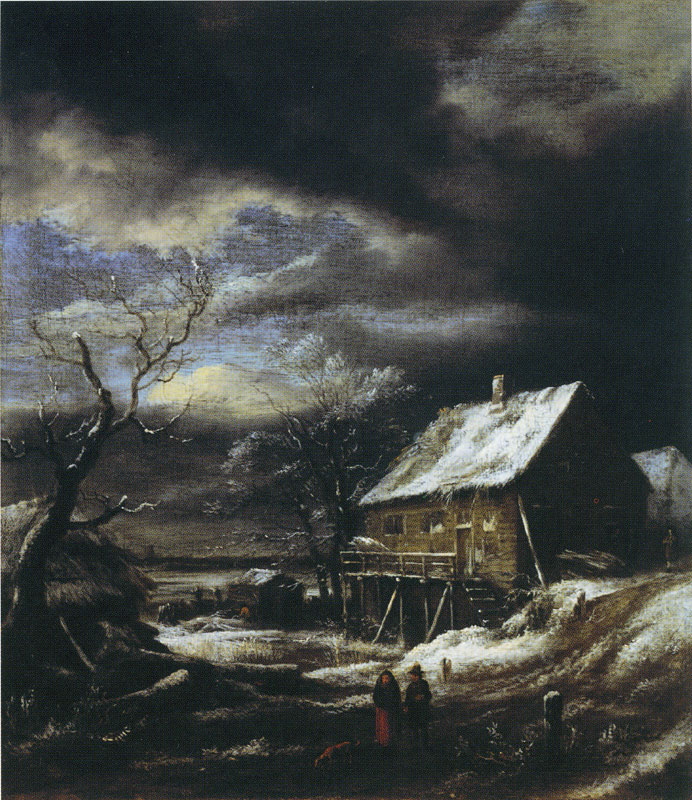
Jacob van Ruisdael, Paisatge d'hivern amb una casa de fusta, c. 1667–1673